# BBCode
BBCode, ibland BB-kod på svenska, är en förkortning som står för Bulletin Board Code och används som kodningsformat på en del internetforum. Konceptet liknar en simpel variant av HTML, men använder hakparenteser ([ ]) istället för "mindre- och större än"-tecken (< >). Urvalet taggar är också mycket mindre än det i HTML.

## BBCode-taggar
Följande är de mest vanliga BBCode-taggar som finns tillgängliga på de flesta moderna forum. De visas nedan tillsammans med deras motsvarigheter i HTML-språk. Det ska dock noteras att taggarnas effekter kan bli ändrade automatiskt och att de inte fungerar likadant på alla webbplatser som använder BBCode.
| BBCode | HTML | Effekt                                                                                  |
| [b]Fetstilt text[/b] | <strong>Fetstilt text</strong>                                                                                             | Fetstilt text                                                                           |
| [i]Kursiv text[/i] | <i>Kursiv text</i> | Kursiv text                                                                             |
| [u]Understruken text[/u] | <u>Understruken text</u>                                                                                                   | Understruken text                                                                       |
| [url]http://sv.wikipedia.org[/url] | <a href="http://sv.wikipedia.org"> http://sv.wikipedia.org</a>                                                             | http://sv.wikipedia.org                                                                 |
| [url=http://wikipedia.org]Gör en text klickbar som handlar om den adress (Wikipedia) användaren vill hänvisa till[/url]                        | <a href="http://wikipedia.org">Gör en text klickbar som handlar om den adress (Wikipedia) användaren vill hänvisa till</a> | Gör en text klickbar som handlar om den adress (Wikipedia) användaren vill hänvisa till |
| [img]http://upload.wikimedia.org/wikipedia/commons/thumb/6/63/Wikipedia-logo.png/ 150px-Wikipedia-logo.png[/img]                               | <img src="http://upload.wikimedia.org/wikipedia/commons/thumb/6/63/Wikipedia-logo.png/ 150px-Wikipedia-logo.png">          |                                                                                         |
| [quote]Citattext[/quote] | <blockquote>Citattext</blockquote> (Oftast implementerat på mer avancerade sätt)                                           | Det man vill citera:Citattext                                                           |
| [code]Monospaced text[/code] | <pre>Monospaced text</pre>                                                                                                 | Monospaced text                                                                         |
| [size=15]Ändra storlek på text[/size] ("12" är vanligtvis standard i forum. Vanligtvis mätt i pixlar (px))                                     | <span style="font-size:15px;">Ändra storlek på text</span>                                                                 | Ändra storlek på text                                                                   |
| [color=red]Röd Text[/color] eller [color=#FF0000]Röd Text[/color] (Det går att använda många olika färgnamn här (på engelska) eller hex-koder) | <span style="color: #FF0000;">Röd Text</span>                                                                              | Röd Text                                                                                |
| [:-)] (Finns inte tillgängligt på alla webbplatser) eller :smile: (Och oftast andra uttryckssymboler)                                          | <img src="Face-smile.gif" alt="" />                                                                                        | (Bilder och storlek på uttryckssymbolerna varierar)                                     |

Många forum har en FAQ med information om hur man kan använda deras egna varianter av BBCode.

### Exempel på konvertering av BBCode till HTML med hjälp av PHP
```
<?php

function
 
bbcode2html
(
$strInput
)
 
{

    
return
 
preg_replace
(

        
array
(

            
'/\\[url[\\:\\=]((\\"([\\W]*javascript\:[^\\"]*)?([^\\"]*)\\")|'
.

                
'(([\\W]*javascript\:^\\*)?(^\\*)))\\]/ie'
,
 
'/\\[\\/url\\]/i'
,

            
'/\\[b\\]/i'
,
 
'/\\[\/b\\]/i'
,

            
'/\\[i\\]/i'
,
 
'/\\[\/i\\]/i'
,

            
'/\\[quote\\]/i'
,
 
'/\\[\/quote\\]/i'

        
),

        
array
(

            
'\'<a href="\'.(\'$4\'?\'$4\':\'$7\').\'">\''
,
 
'</a>'
,

            
'<b>'
,
 
'</b>'
,

            
'<i>'
,
 
'</i>'
,

            
'<blockquote>'
,
 
'</blockquote>'

        
),

        
$strInput

    
);

}

?>

```